# Gerres maldivensis
Gerres maldivensis är en fiskart som beskrevs av Regan 1902. Gerres maldivensis ingår i släktet Gerres och familjen Gerreidae. Inga underarter finns listade i Catalogue of Life.